# Johan Johansson Gyllenstierna
Johan Johansson Gyllenstierna af Lundholm, född 29 september 1597 i Skällviks församling, Östergötland, död 7 februari 1658 i Västra Ny församling, Östergötlands län, var en svensk kammarherre och militär.

## Biografi
Johan Gyllenstierna af Lundholm föddes 1597 på Stegeborgs slott i Skällviks socken. Han var son till amiralen Johan Gyllenstierna och grevinnan Sigrid Brahe. Gyllenstierna blev februari 1615 student vid Rostocks universitet och 27 februari 1623 student vid Leidens universitet. Han blev 1626 kammarherre hos drottning Maria Eleonora och var från 1632 till 1633 fänrik vid Smålands kavalleriregemente. Gyllenstierna slutade som kammarherre 1634. Han avled 1658 på Medevi i Västra Ny socken och begravdes 15 augusti samma år i Jacobs kyrka i Stockholm. Kroppen gravsattes sedan i Västra Vingåkers kyrka, där ett epitafiums sattes upp över honom.

### Egendom
Gyllenstierna ägde Lundholmen i Vrigstads socken, Sjöholm i Östra Vingåkers socken, Vittvik i Tryserums socken och Medevi i Västra Ny socken.

### Familj
Gyllenstierna gifte sig första gången 1631 med Christina Gyllenhorn (död 1640), dotter av hovjunkaren Josua Gyllenhorn och Gertrud Laxman. De fick tillsammans en son och Sigrid Gyllenstierna (1639–1700) som var gift med ambassadören Göran Fleming af Liebelitz och fältmarskalken Jakob Johan Hastfer.
Gyllenstierna gifte sig andra gången 27 april 1645 på Aspenäs med Catharina Posse, dotter av hovjunkaren Arvid Lagesson Posse hos kung Johan III och Brita Bååt.